# Alytus

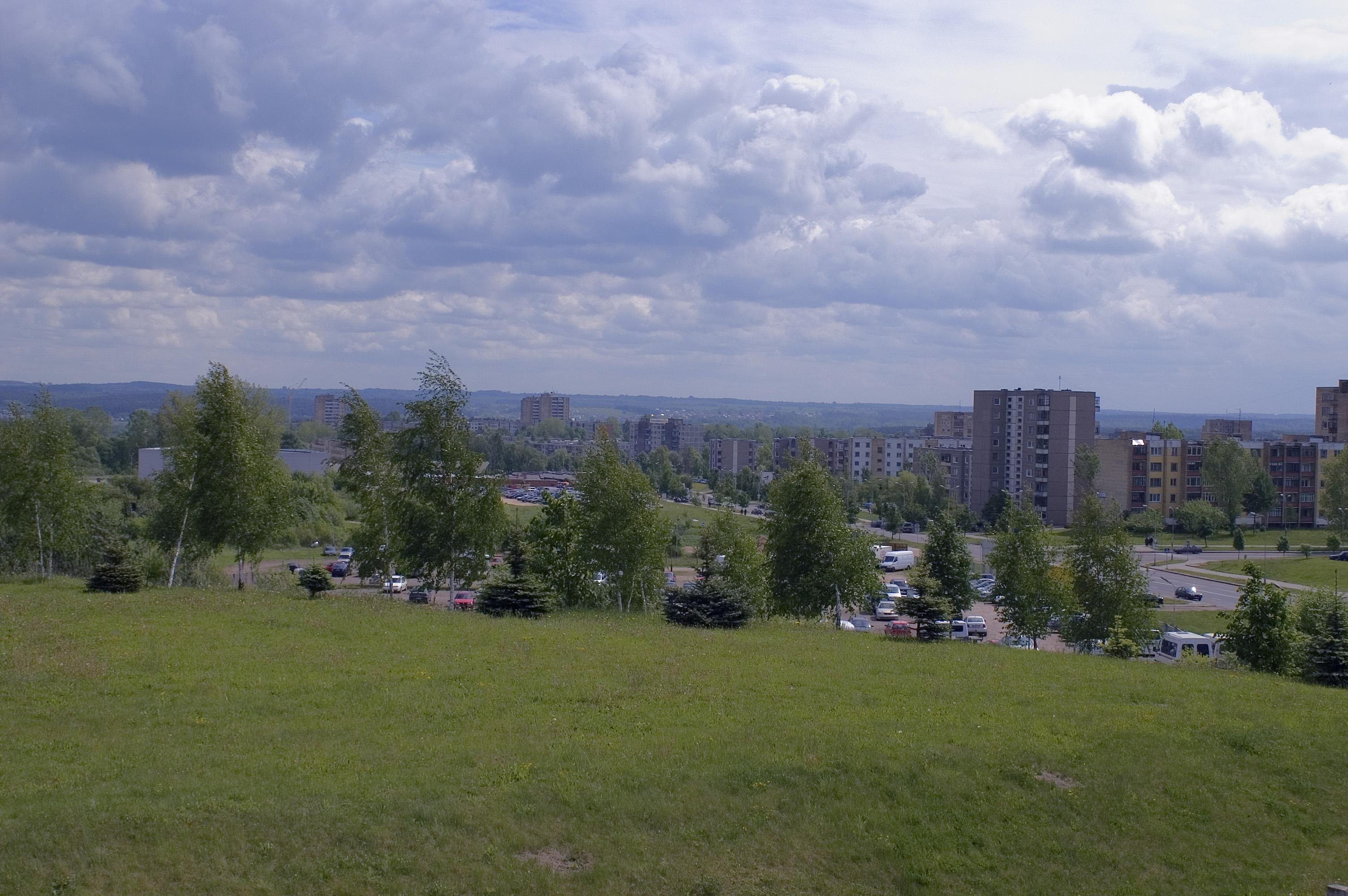
Panorama de Alytus.

Alytus é a capital do condado de Alytus, no sul da Lituânia. A sua população em 2005 era de 69.481 habitantes. Alytus é o centro histórico da região Dzkija. A cidade é banhada pelo rio Nemunas. A cidade foi dividida em duas entidades independentes durante os séculos, e consiste de duas partes ainda freqüentemente referidas a Alytus I e Alytus II. Alytus I é uma pequena cidade e Alytus II formada por um centro da cidade com micro-distritos e áreas industriais.

O nome deriva do lituano Alytupis. Em outros idiomas, o nome da cidade inclui: Polonês, Olita, alemão, Aliten, russo,  Олита Olita, Bielorusso, Аліта Alita, iidiche, Alite.

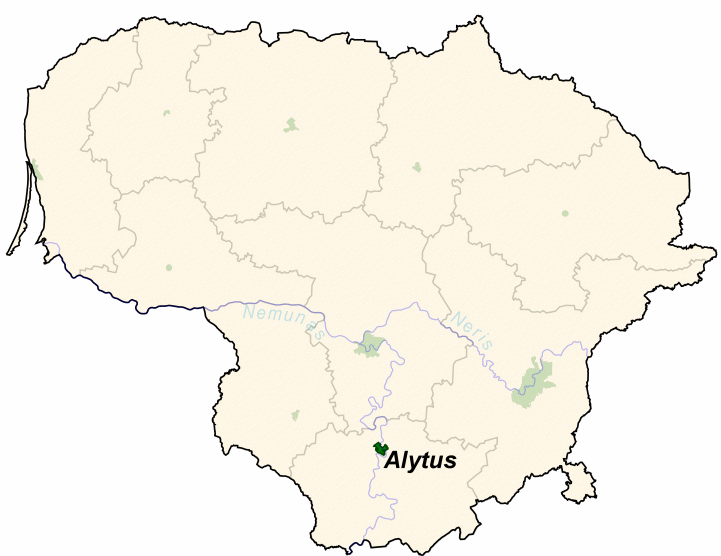
Localização da cidade de Alytus na Lituânia.